# Wesley Woolhouse

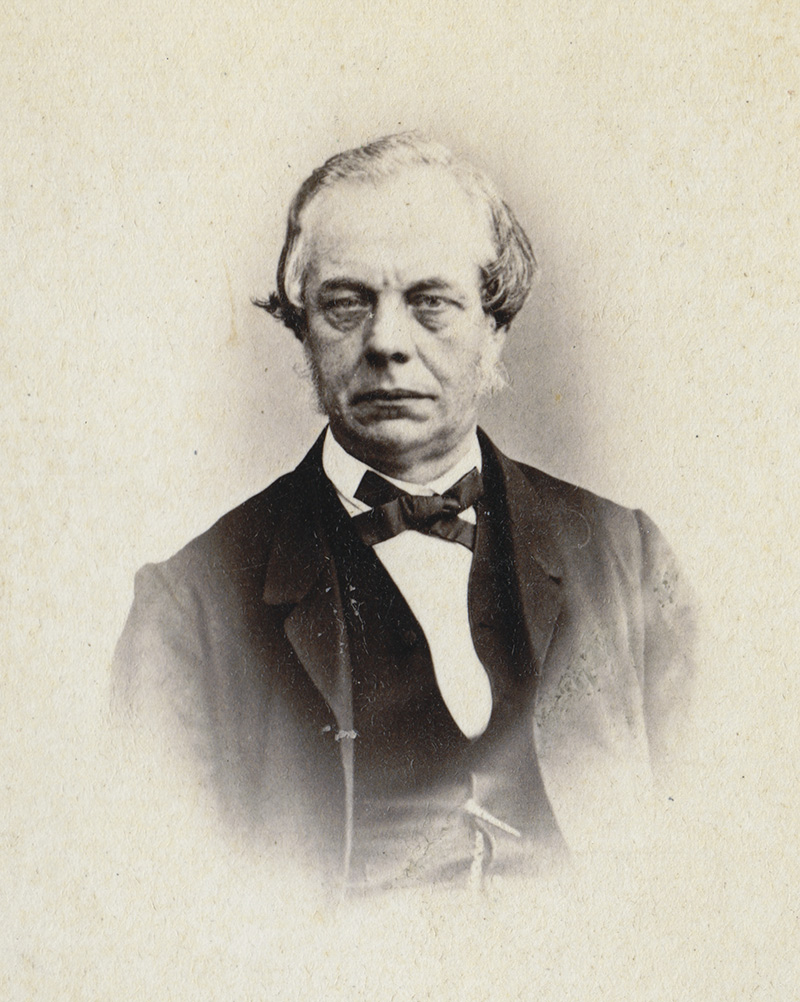
Wesley Woolhouse

Wesley Stoker Barker Woolhouse (* 6. Mai 1809 in North Shields; † 12. August 1893 in London) war ein britischer Versicherungsmathematiker und Musiktheoretiker.

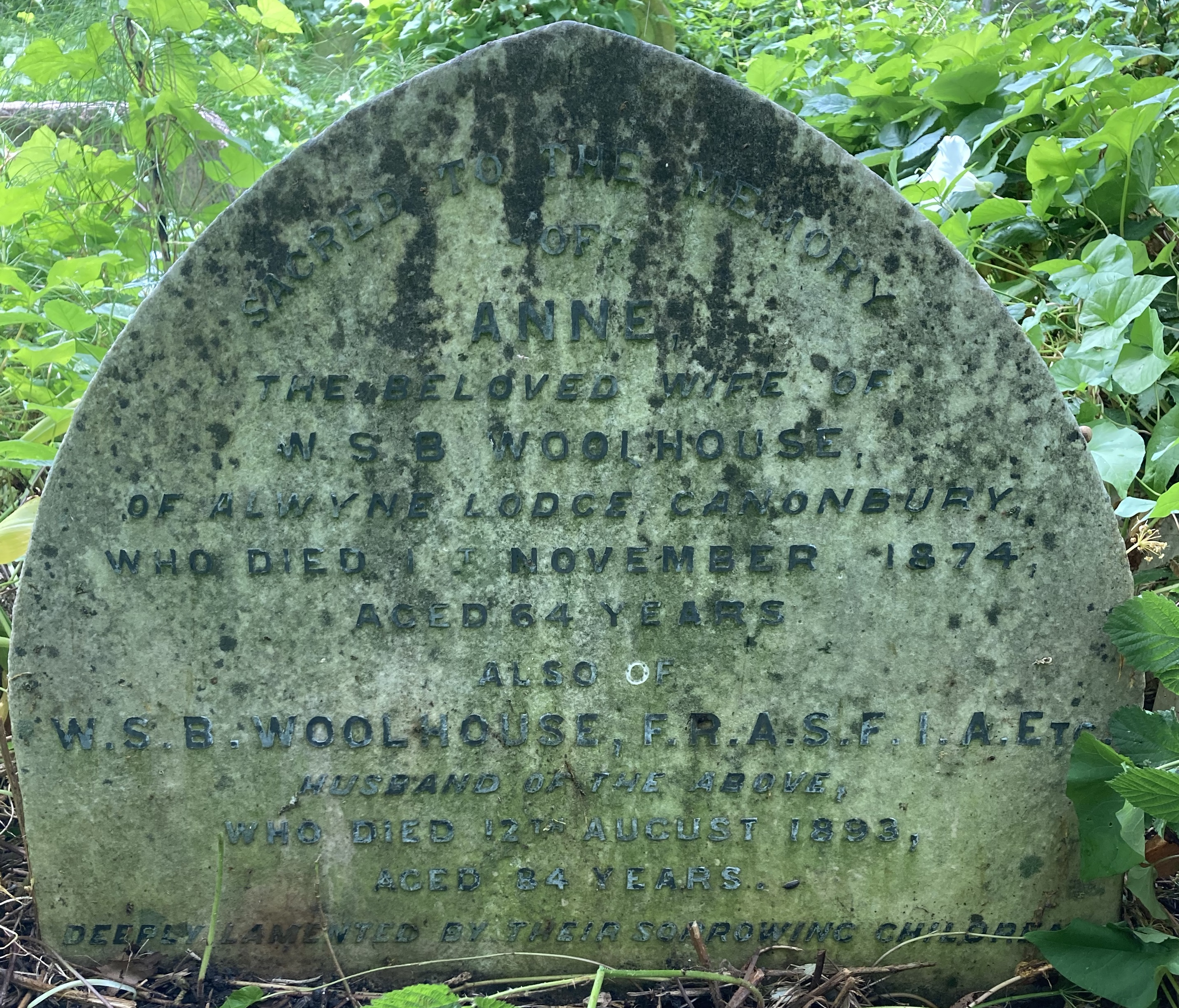
Grab von Wesley S. B. Woolhouse auf dem Highgate Cemetery

## Leben
Woolhouse war stellvertretender Sekretär des Nautical Almanac, wurde Herausgeber eine Zeitschrift für Unterhaltungsmathematik, spezifizierte eine eigene Tonleiter, fand Formeln zur numerischen Integration und war 1848 Mitbegründer des Institute of Actuaries. Er publizierte als erster alle sieben Lösungen des Problems der 15 Schulmädchen.
Woolhouse starb 1893 und wurde in einem Familiengrab auf dem Highgate Cemetery in London bestattet.

## Schriften (Auswahl)
- W. S. B. Woolhouse: The Elements of the Differential Calculus. 2. Auflage. John Weale, London 1854.
- W. S. B. Woolhouse: On Integration by means of Selected Values of the Function. In: Journal of the Institute of Actuaries. Band 27, Nr. 2, 1888, S. 122–155, doi:10.1017/S0020268100004030.
- W. S. B. Woolhouse: Treatise on Musical Intervals, Temperament, and the Elementary Principles of Music. 2. Auflage. Charles Woolhouse, London 1888.